# Vùng đô thị Sheffield
Vùng đô thị Sheffield (tiếng Anh: Sheffield urban area) là một chùm đô thị gồm 640.720 dân (theo Tổng điều tra dân số năm 2001) ở hạt South Yorkshire ở Anh, lớn thứ tám trong các vùng đô thị ở Anh. Hơn hai phần ba dân số toàn vùng sống ở thành phố Sheffield. Hơn nửa dân số của South Yorkshire sống trong vùng đô thị Sheffield.
Không nên nhầm với Vùng Thành phố Sheffield (Sheffield City Region) là một thuật ngữ phi chính thức nhưng vẫn khá phổ biến nhất là trong cộng đồng doanh nghiệp.
Hai đô thị lõi của vùng là Sheffield và Rotherham. Các đô thị vệ tinh gồm Aughton, Beighton, Chapeltown, Mosborough, Highlane, Rawmarsh.